# لوکا وزیلیچ
لوکا وزیلیچ (صربی: Луко Везилић؛ زادهٔ ۲ ژوئیه ۱۹۴۸) بازیکن واترپلو اهل یوگسلاوی بود.
وی در مسابقات کشوری و بین‌المللی در مجموع برندهٔ ۱ مدال نقره شده‌است.